# TDR-mätare

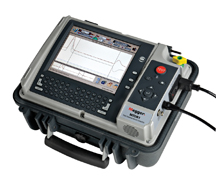
TDR-mätare för felsökning i fält av kabel

TDR-mätare är ett specialinstrument som används för utföra mätningar av reflektioner i tidsdomänen. Dessa kallas kort för TDR-mätningar från den engelska uttrycket Time-domain reflectometry.

## Funktion
En TDR-mätare är ett integrerat instrument för att genomföra TDR-mätningar.  Apparaten består i princip av en justerbar pulsgenerator med justerbar källimpedens och ett oscilloskop för att iaktta den reflekterade pulsen på.  Moderna instrument har dessutom inbyggda tabeller med våghastighet för att kunna få skalan direkt i meter om rätt kabeltyp har valts i inställningarna. 

## Exempel
Exemplet nedan är gjort med diskret labbutrustning och mätobjketet är en 30 meter lång koaxialkabel med 50 Ω impedans. Våghastigheten är omkring 0,67C.

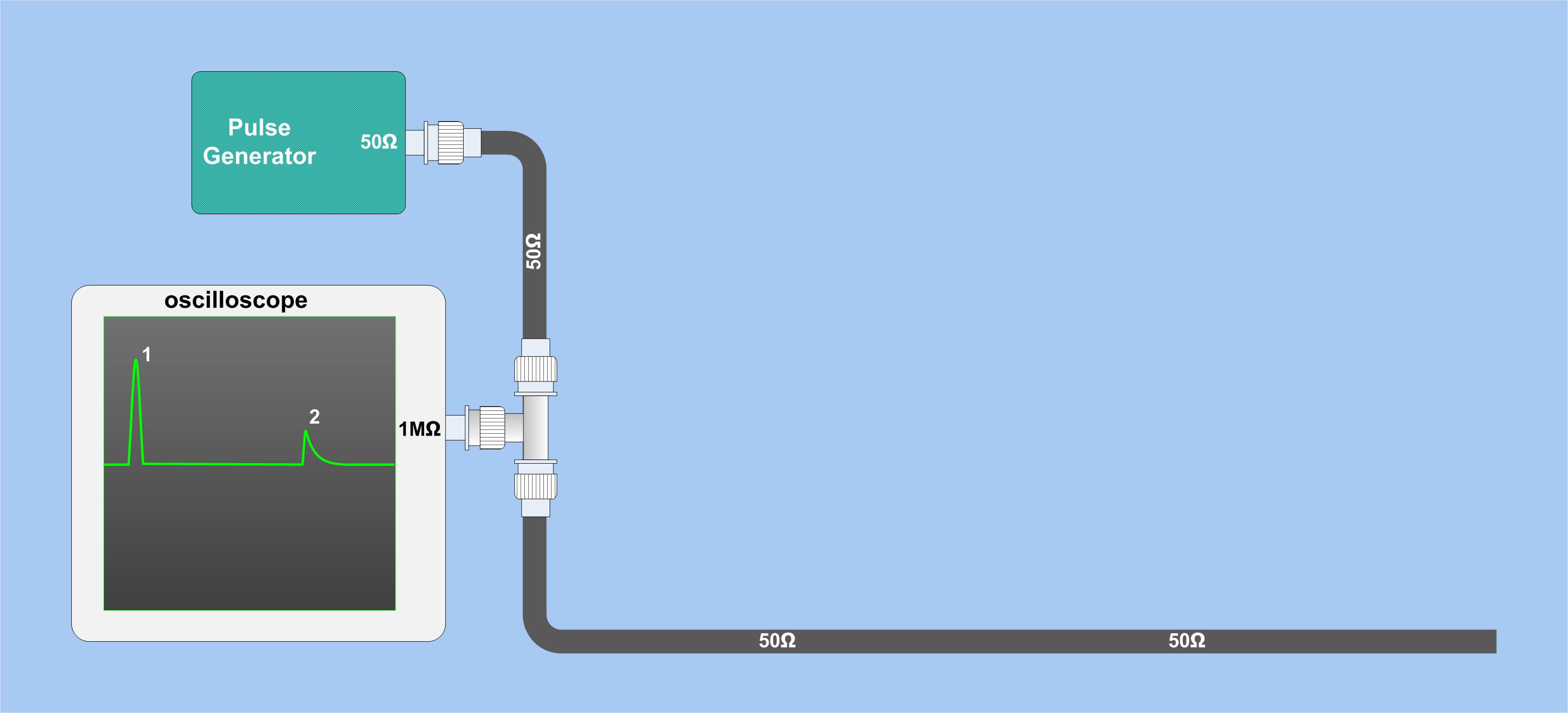
Enkel TDR

|  |  |  |

|  |  |